# Oedenreuth
Oedenreuth (fränkisch: Ejdn-raid) ist ein Gemeindeteil des Marktes Roßtal im Landkreis Fürth (Mittelfranken, Bayern). Oedenreuth liegt in der Gemarkung Weitersdorf.

## Geographie
0,25 km östlich des Dorfes entspringt der Zwieselbach. Im Osten liegen die Tränkäcker und im Süden der Oedenreuther Wald. Gemeindeverbindungsstraßen führen zur Staatsstraße 2409 (0,7 km nordwestlich), die St 2409 kreuzend nach Kastenreuth (0,7 km nördlich), zur Bundesstraße 14 (0,5 km südlich) und zu einer Gemeindeverbindungsstraße bei Wimpashof (1,1 km westlich).

## Geschichte
Der Ort wurde 1413 als „Klein Rewt“ erstmals urkundlich erwähnt. Erst seit 1741 wurde der Ort „Oedenreuth“ genannt. Das Grundwort -reuth verweist darauf, dass der Ort eine Rodungssiedlung war. Das Bestimmungswort Klein- diente zur Unterscheidung von dem älteren und wahrscheinlich auch größeren Kastenreuth, das damals einfach nur „Rewt“ genannt wurde. Das neuerliche Bestimmungswort Öden- leitet sich vom Adjektiv öde ab.
Gegen Ende des 18. Jahrhunderts gab es in Oedenreuth sechs Anwesen (drei Güter, ein Gütlein, eine Schmiede). Das Hochgericht übte das brandenburg-ansbachische Richteramt Roßtal aus. Der Nürnberger Eigenherr von Kreß war alleiniger Grundherr. 1802 gab es im Ort fünf Anwesen.
Von 1797 bis 1808 unterstand der Ort dem Justiz- und Kammeramt Cadolzburg. Im Rahmen des Gemeindeedikts wurde Oedenreuth dem 1808 gebildeten Steuerdistrikt Buchschwabach und der im selben Jahr gegründeten Ruralgemeinde Weitersdorf zugeordnet. Zwei Anwesen unterstanden in der freiwilligen Gerichtsbarkeit von 1818 bis 1830 dem Patrimonialgericht Kraftshof.
Im Rahmen der Gebietsreform in Bayern wurde Oedenreuth am 1. Mai 1978 nach Roßtal eingemeindet.

### Baudenkmäler
In Oedenreuth gibt es drei Baudenkmäler:
- Am Dorfplatz 2: altes Schloss
- Wimpashofer Str. 1: erdgeschossiges Wohnstallhaus
- Wirtschaftsgebäude

ehemaliges Baudenkmal
- Haus Nr. 6: Gastwirtschaft; erdgeschossiges, langgestrecktes Satteldachhaus, massiv, verputzt; Mitte des 18. Jahrhunderts; dreigeschossiger Ostgiebel aus Fachwerk (K-Streben, Andreaskreuze)[12]

### Einwohnerentwicklung
| Jahr      | 001818 | 001840 | 001861 | 001871 | 001885 | 001900 | 001925 | 001950 | 001961 | 001970 | 001987 | 001997 | 002007 | 002018 | 002023 |
| Einwohner | 67     | 73     | †      | 93     | 105    | 86     | 85     | 125    | 124    | 138    | 179    | *221   | *230   | *224   | *212   |
| Häuser    | 11     | 11     |        |        | 22     | 19     | 19     | 20     | 24     |        | 44     |        |        |        |        |
| Quelle    | [ 14 ] | [ 15 ] | [ 16 ] | [ 17 ] | [ 18 ] | [ 19 ] | [ 20 ] | [ 21 ] | [ 22 ] | [ 23 ] | [ 24 ] | [ 1 ]  | [ 1 ]  | [ 1 ]  | [ 1 ]  |

## Religion
Der Ort ist seit der Reformation evangelisch-lutherisch geprägt und bis heute nach St. Laurentius (Roßtal) gepfarrt. Die Einwohner römisch-katholischer Konfession sind nach Christkönig (Roßtal) gepfarrt.